# Christophe Pierre
Christophe Pierre (Rennes, 30 de gener de 1946 ) és un cardenal i arquebisbe catòlic francès, nunci apostòlic als Estats Units des del 12 d'abril de 2016.

## Biografia
Christophe Louis Yves Georges Pierre va néixer el 30 de gener de 1946 a Rennes, seu arxiepiscopal i capital del departament d'Ille-et-Vilaine, a la part nord-oest de la República Francesa; prové d'una família arrelada des de fa diverses generacions a la regió de Bretanya.

### Formació i ministeri sacerdotal
Va passar gran part de la seva infantesa a l'Àfrica , principalment a la llavors colònia francesa de Madagascar, on va completar la seva educació primària a Antsirabe, però també va passar alguns anys a les colònies britàniques del que avui són Malawi i Zimbabwe. Va continuar els estudis secundaris a Sant-Maloù, tornant a França, però també va assistir al Liceu francès de Marràqueix, al Marroc , que recentment havia deixat de ser un protectorat francès, durant un any .
Sentint madurar la seva vocació al sacerdoci, el 1963 va ingressar al seminari major de Saint-Yves de la seva ciutat natal: aquí va seguir el curs filosòfic de dos anys , després va suspendre els seus estudis de juliol de 1965 a octubre de 1966 per fer el servei militar obligatori, i després la teològica de tres anys. El 1969 es va matricular a l'Institut Catòlic de París, on va obtenir un màster en teologia el 1971 . Mentrestant, va rebre l'ordenació sacerdotal el 5 d'abril de 1970 , a la catedral de Sant-Vincent a Saint-Malo, gràcies a la imposició de les mans del cardenal Paul Joseph Marie Gouyon, arquebisbe metropolità de Rennes ; fou incardinat, als vint-i-quatre anys, com a prevere de la mateixa arxidiòcesi. Poc després va rebre la seva primera missió pastoral com a vicari parroquial a l'església dels Sants Pere i Pau de Colombes , al bisbat de Nanterre, on va romandre durant tres anys.
El 1973 va ser enviat a Roma, on va estudiar a la Universitat Pontifícia Lateranense, obtenint-se el doctorat en dret canònic quatre anys més tard, i al mateix temps va ser estudiant de la Pontifícia Acadèmia Eclesiàstica, on la formació dels sacerdots destinats a té lloc el servei diplomàtic de la Santa Seu; entre d'altres, aquí va ser un company d'estudis del seu compatriota i futur cardenal Jean-Louis Tauran.
Va entrar oficialment al cos diplomàtic el 5 de setembre de 1977 , servint durant els divuit anys següents a les següents representacions pontifícies : a partir de 1977 a Nova Zelanda i a les illes de l'oceà Pacífic durant quatre anys; al llarg de 1981 a Moçambic ; des de 1982 a Zimbabwe durant quatre anys; des de 1986 a Cuba durant tres anys; des de 1989 al Brasil durant dos anys; des de 1991 a l' Oficina de les Nacions Unides i Institucions Especialitzades a Ginebra , Suïssa , fins a la promoció a l'episcopat.

### Ministeri episcopal i cardinalat

#### Nunci apostòlic a Haití
El 12 de juliol de 1995, el papa Joan Pau II el va nomenar, amb només quaranta-nou anys, nunci apostòlic a Haití, succeint al futur cardenal Lorenzo Baldisseri , que havia traslladat el 6 d'abril anterior al Paraguai; al mateix temps se li va assignar la seu titular de Gunela amb la dignitat d'arquebisbe, a títol personal. Va rebre la consagració episcopal el 24 de setembre següent, a la mateixa catedral on havia estat ordenat sacerdot, per la imposició de mans del cardenal Angelo Sodano, secretari d'estat de Sa Santedat, tenint com a co-consagradors el cardenal Gouyon i Jacques André Marie Jullien, arquebisbe emèrit i arquebisbe metropolità de Rennes respectivament . Com a lema episcopal va escollir Si scires donum Dei, que traduït significa "Si conegués el do de Déu".
En arribar a Port-au-Prince poc després, es va trobar amb una situació força difícil al país centreamericà , que durant anys havia viscut una situació de conflicte entre Església i Estat. En un clima de crisi general, va intentar entendre i fer de mitjancer entre les diferències dins l'episcopat haitià, intentant no prendre posició en un escenari polític ja esquinçat; s'ocupà també de la renúncia a l'estat clerical del president Jean-Bertrand Aristide, fins aleshores sacerdot salesià.

#### Nunci apostòlic a Uganda
El 10 de maig de 1999 el Papa el va traslladar al capdavant de la nunciatura apostòlica a Uganda; va succeir a Luis Robles Díaz, enviat a Cuba el 6 de març anterior. En els gairebé vuit anys que hi va passar, va donar suport a l'obra dels missioners escalabrins, contribuint en gran manera a donar suport a la població desfavorida mitjançant la millora i la difusió de l'educació i la sanitat.
L'any 2000 es va pronunciar en contra de la promoció per part del govern d'Uganda de l'ús de preservatius per prevenir la propagació de la sida, provocant queixes de Speciosa Kazibwe, vicepresidenta i metgessa del país, durant una campanya nacional a favor de l'anticonceptiu: ella va criticar els líders religiosos, que segons ella estaven obstaculitzant els esforços de salut pública del govern, mentre que el nunci va dir que els preservatius promourien la "promiscuïtat total" que augmentaria la incidència de la malaltia. Anys més tard va vincular l'èxit d'Uganda en la lluita contra la sida amb l'estratègia d'educació sobre l'abstinència de l'Església.
Del 25 al 30 d'octubre de 2002 va ser membre d'una delegació que va visitar els destinataris dels projectes recolzats a Uganda amb el finançament del Consell Pontifici "Cor Unum" mitjançant la donació de mil milions de lires: una llar per a malalts terminals, en particular de la sida, un per a gent gran i discapacitat, un per a l'atenció de nens orfes o abandonats i una estructura per a cursos d'alfabetització, formació professional i programa de microcrèdits. Aquesta delegació, formada també pel futur cardenal Paul Josef Cordes, president del dicasteri, el cardenal Emmanuel Wamala, arquebisbe metropolità de Kampala, i Alberto Piatti, director general d'AVSI, va reunir els bisbes, va visitar el camp de refugiats de Gulu i la presó de menors de Naguru, un districte de Kampala, demostrant la proximitat del Papa a les persones afectades per la guerra, la malaltia i la pobresa.
Va anar al Vaticà per ser rebut en audiència pel Papa dues vegades, el 18 d'octubre de 2002 i el 13 d'octubre de 2003, mentre que del 23 al 25 de setembre de 2004 va participar en una reunió de tots els representants pontificals del Àfrica, a la Domus Sanctae Marthae, convocada i presidida pel secretari d'Estat, el cardenal Sodano.
Després de l'assassinat del nunci Michael Aidan Courtney per part d'un grup armat el 29 de desembre de 2003 , l'endemà va ser cridat a celebrar la missa de rèquiem en el seu sufragi a la catedral de Maria Regina Mundi a Bujumbura, en presència de milers de persones, mentre que el funeral va tenir lloc a Irlanda; se li va demanar que supervisés la missió diplomàtica de la Santa Seu a Burundi fins al nomenament del successor Paul Richard Gallagher el 22 de gener de 2004.

#### Nunci apostòlic a Mèxic

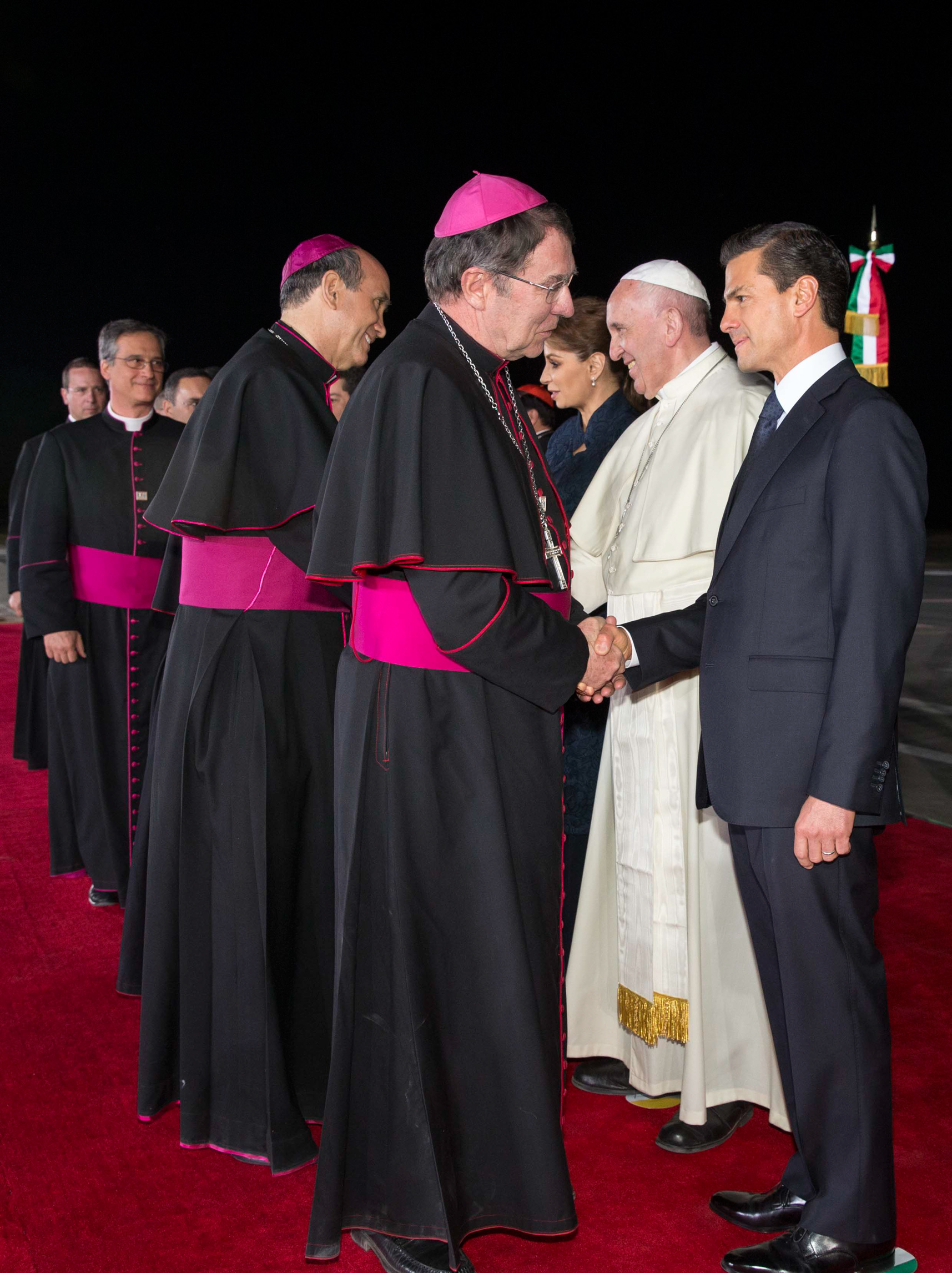
El nunci Pierre dona la mà al president Enrique Peña Nieto durant la cerimònia de comiat del Papa al final del viatge apostòlic a Mèxic, el 17 de febrer de 2016.

El 22 de març de 2007, el papa Benet XVI el va traslladaral capdavant de la nunciatura apostòlica a Mèxic ;, on va succeir al futur cardenal Giuseppe Bertello, enviat a Itàlia i San Marino l'11 de gener anterior. El 5 de maig següent també va ser rebut en audiència.
Va seguir el pontífex durant el seu viatge apostòlic a Mèxic , del 23 al 26 de març de 2012 , acollint-lo a l'aeroport de Silao juntament amb la resta d'autoritats polítiques i eclesiàstiques i acompanyant-lo també durant la resta de la visita a León.
Va tenir l'oportunitat de conèixer el nou Papa Francesc en audiència privada els dies 27 de setembre de 2014 i 14 de desembre de 2015, mentre que del 12 al 18 de febrer de 2016 el va acompanyar durant el seu viatge apostòlic , que va tocar diverses ciutats del País americà: la capital Ciutat de Mèxic , San Cristóbal Ecatepec , Tuxtla Gutiérrez , San Cristóbal de Las Casas, Morelia i Ciudad Juárez. Després que el pontífex increpés durament els bisbes mexicans durant la seva visita, el diari de l'arxidiòcesi de la Ciutat de Mèxic es va preguntar si havia estat informat adequadament sobre els afers mexicans, fent les preguntes: "El Papa té algun motiu per increpar els bisbes mexicans? ? […] Pot ser que les paraules improvisades del Sant Pare responguin als mals consells d'algú proper? Qui va donar mals consells al Papa?" El nunci era generalment reconegut com l'objectiu de l'editorial i la font d'aquest "mal consell".
Segons l'historiador mexicà Jorge E. Traslosheros, durant la seva missió va aconseguir "teixir la unitat entre els catòlics amb habilitat d'artista, superant així les divisions polítiques i les guerres culturals que tant de mal han causat", atribuint-li el mèrit d'haver construït un pont i va salvar la bretxa entre l'establishment secular i la població catòlica. A Mèxic, el conflicte entre els immigrants centreamericans i els Estats Units va marcar el seu mandat, convertint-se en un dels factors decisius per a la seva posterior nominació.

#### Nunci apostòlic als Estats Units

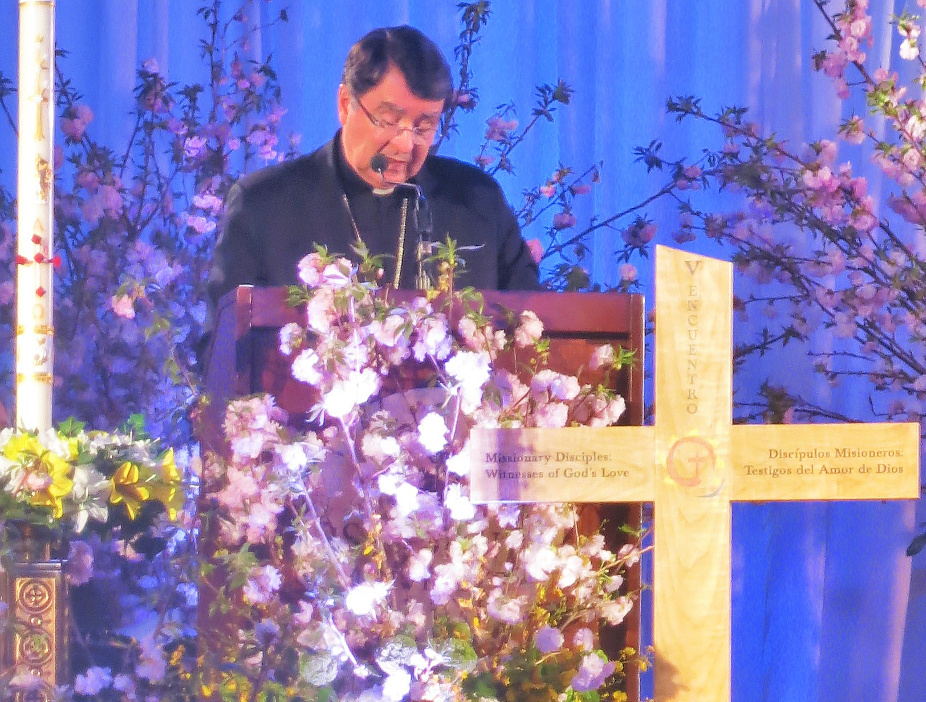
El nunci Pierre durant una trobada a la Carnesecca Arena de la St. John's University, el 28 d'abril de 2018.

El 12 d'abril de 2016, el Papa el va traslladar al capdavant de la nunciatura apostòlica als Estats Units d'Amèrica; al mateix temps va succeir Carlo Maria Viganò, de setanta-cinc anys que va dimitir per haver arribat al límit d'edat.
Amb aquesta nova funció, les converses privades amb el pontífex s'han intensificat fins a arribar a la freqüència d'una l'any, excloent el 2020 a causa de la pandèmia de la COVID-19: va ser rebut en audiència el 21 d'abril de 2016, poc després del nomenament, el 2 d'octubre de 2017, el 10 de novembre de 2018, el 14 de juny de 2019, el 6 de setembre de 2021 i el 12 de setembre de 2022.
El nunci es compromet a donar suport als drets dels immigrants, participant en manifestacions i trobades amb bisbes a la frontera entre els Estats Units i Mèxic, com la celebrada a Nogales, Arizona , l'octubre de 2016 i la que va tenir lloc a San Juan , a Puerto Rico , el febrer de 2017. El juliol següent va celebrar la missa al National Scout Jamboree, evocant els seus cinc anys d'escoltisme en una homilia que vinculava l'ideal del moviment escolta amb el servei cristià cap als altres, en la vigília d'un discurs del president Donald Trump.
El 9 de juliol de 2023 , al final de l'Àngelus, el papa Francesc va anunciar la seva creació com a cardenal en el consistori del 30 de setembre següent el va crear cardenal diaca de San Benedetto fuori Porta San Paolo. És el tretzè nunci als Estats Units d'Amèrica a rebre la porpra.